# Conte Belmore
Conte Belmore è un titolo nobiliare inglese nella Parìa d'Irlanda.

## Storia

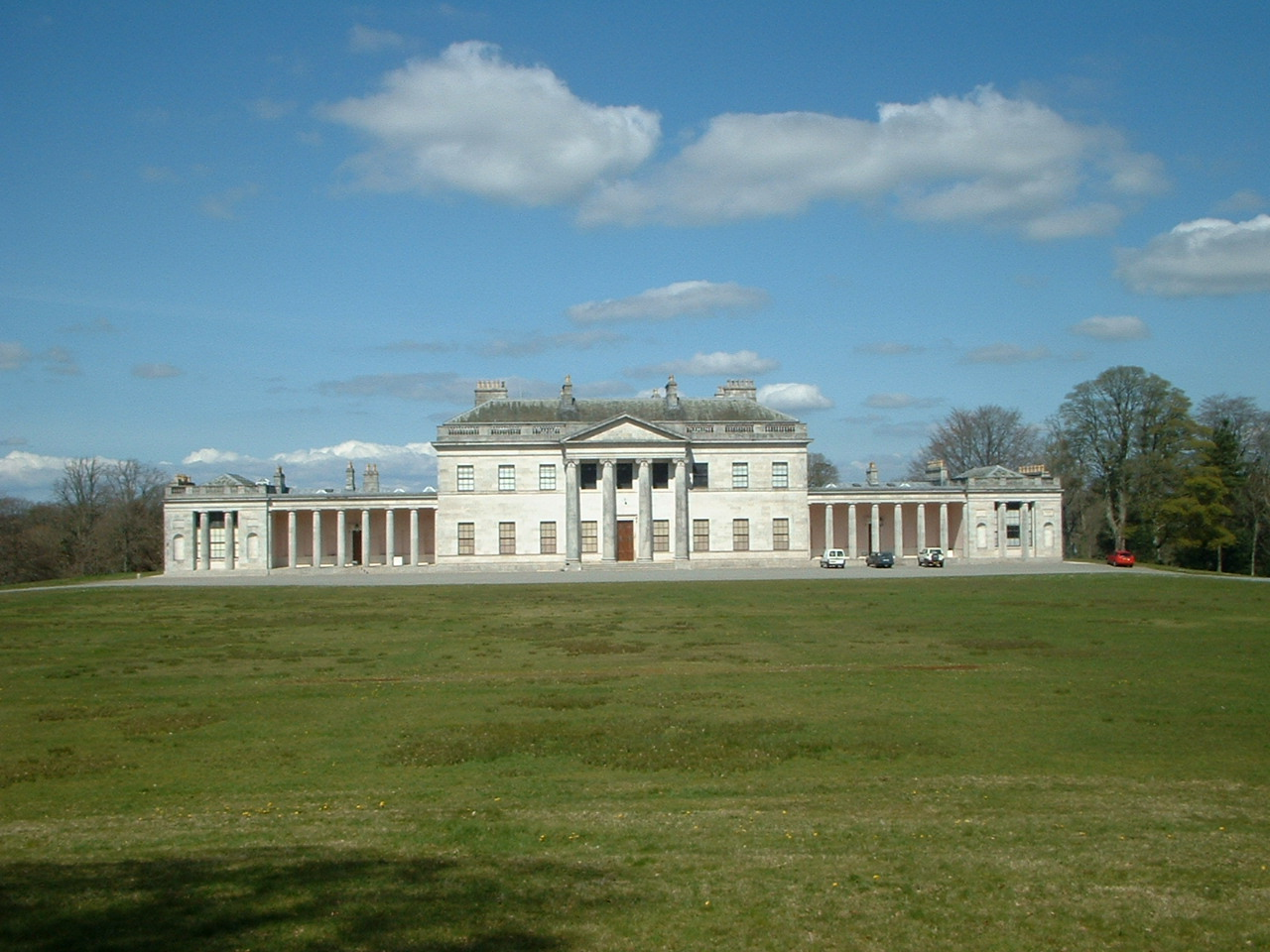
Il castello di Coole

Il titolo venne creato nel 1789 per Armar Lowry-Corry, I visconte Belmore, il quale aveva rappresentato la Contea di Tyrone nella Camera dei Comuni irlandese, ed era stato già creato Barone Belmore di Castle Coole nella Contea di Fermanagh, nel 1781 e Visconte Belmore nel 1789, sempre nella Parìa d'Irlanda. Nato Armar Lowry, era figlio di Galbraith Lowry, membro della camera dei comuni irlandese per la contea di Tyrone, e di sua moglie Sarah, figlia del colonnello John Corry. Nel 1774 assunse per licenza reale anche il cognome di Corry. Venne succeduto dal figlio primogenito, il II conte. Rappresentò la contea di Tyrone sia nella camera dei comuni irlandese che in quella britannica per poi sedere alla camera dei lords come rappresentante irlandese dal 1819 al 1841 e come Governatore della Giamaica dal 1828 al 1832.
Suo figlio primogenito, il III conte, rappresentò al parlamento la Contea di Fermanagh ed alla sua prematura scomparsa gli succedette il figlio primogenito, il IV conte. Questi fu rappresentante irlandese al parlamento dal 1857 al 1913 e prestò servizio sotto il governo del Conte di Derby come Sottosegretario di Stato per l'Home Department tra il 1866 ed il 1867. Dal 1867 al 1872 Lord Belmore fu Governatore del Nuovo Galles del Sud. La linea del IV conte si estinse alla morte del figlio minore, il VI conte, nel 1949, il quale venne succeduto da un suo cugino, il VII conte. Questi era figlio del maggiore Adrian Lowry-Corry, figlio quintogenito dell'ammiraglio Armar Lowry-Corry, figlio secondogenito a sua volta del III conte. Attualmente i titoli sono passati al figlio di questi, l'VIII conte, che gli è succeduto nel 1960.
La sede di famiglia è il Castello di Coole, presso Enniskillen, nella Contea di Fermanagh.

## Conti Belmore (1797)
- Armar Lowry-Corry, I conte Belmore (1740–1802)
- Somerset Lowry-Corry, II conte Belmore (1774–1841)
- Armar Lowry-Corry, III conte Belmore (1801–1845)
- Somerset Lowry-Corry, IV conte Belmore (1835–1913)
- Armar Lowry-Corry, V conte Belmore (1870–1948)
- Cecil Lowry-Corry, VI conte Belmore (1873–1949)
- Galbraith Armar Lowry-Corry, VII conte Belmore (1913–1960)
- John Lowry-Corry, VIII conte Belmore (n. 1951)

L'erede apparente è il figlio dell'attuale detentore del titolo, John Armar Galbraith Lowry-Corry, visconte Corry (n. 1985).